# Théâtre national académique de Biélorussie Ianka Koupala
Le Théâtre national académique de Biélorussie Ianka Koupala (en biélorusse : Нацыянальны акадэмічны тэатр імя Янкі Купалы) de Minsk est le plus ancien théâtre de Biélorussie. 
Inauguré le 14 septembre 1920, il est situé dans un bâtiment construit en 1890 selon le projet des architectes Karol Kozłowski (pl) et Konstantin Uwiedeński (be) grâce à une souscription publique. 
En 1944, il a reçu le nom du classique de la littérature biélorusse, le poète Ianka Koupala (dont le vrai nom était Ivan Loutsévitch), mort en 1942.